# Antriebsgelenkscheibe
Die Antriebsgelenkscheibe ist eine elastische Kupplung, die zur Drehmomentübertragung eingesetzt wird. Sie besteht aus einem Verbund gewickelter Fadenpakete mit Elastomermaterial (Gummi) und unterscheidet sich dadurch von der Hardyscheibe sowie von Voll-Elastomerkupplungen.

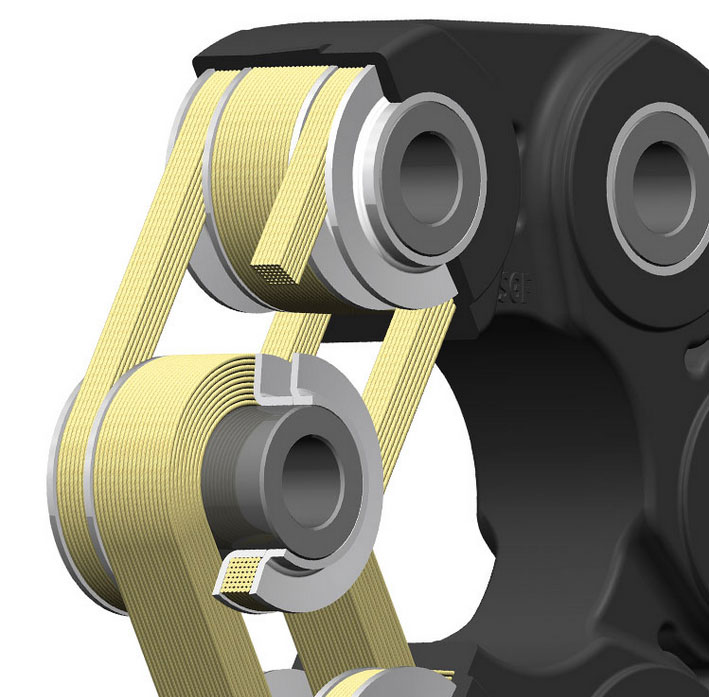
Antriebsgelenkscheibe

## Aufbau und Funktion
Antriebsgelenkscheiben bestehen aus mehreren Metallbuchsen, die von gewickelten Fadenpaketen umschlungen und mit Gummi umspritzt werden. Die Buchsen werden mittels Schraubverbindung oder über Steckbolzen wechselweise mit einem Antriebs- und einem Abtriebsflansch verbunden. Die Drehmomentübertragung erfolgt über die innenliegenden Fadenpakete, welche in Zugrichtung belastet werden.
Die Fadenpakete dehnen sich unter Belastung, so dass sich Antriebsgelenkscheiben in alle Richtungen elastisch verhalten.
Neben dem Ausgleich von Axial-, Radial- und Winkelversatz können Antriebsgelenkscheiben deshalb auch zur Dämpfung von Drehschwingungen verwendet werden.

## Eigenschaften und Anwendungen
Die Kräfte im Betrieb  werden über den Verbund aus innenliegenden Fadenpaketen und Gummi übertragen. Die zulässige Spannung innerhalb des Gummi-Fadenverbunds liegt um das ca. 15-fache höher als bei reinen Gummiteilen, so dass bei kleinen Abmessungen relativ hohe Drehmomente übertragen werden können.
Vor allem im Automobilbau haben diese Eigenschaften dazu geführt, dass die Antriebsgelenkscheibe sehr häufig zur Anbindung von Antriebswellen (Kardanwellen) eingesetzt wird. Das Bauteil funktioniert in dieser Anwendung ähnlich wie ein Gelenk, wirkt im Gegensatz zu Kreuzgelenk und homokinetischem Gelenk aber drehschwingungsdämpfend.
Antriebsgelenkscheiben sind unempfindlich gegenüber Verschmutzung und stoßartigen Belastungen, so dass sie auch im allgemeinen Maschinenbau Verwendung finden.
Anwendungen im Außenbereich von Erntemaschinen oder im Antriebsstrang von Rüttelsieben werden oft mit Antriebsgelenkscheiben ausgestattet.
Bei Pumpen- und Generatorantrieben werden Antriebsgelenkscheiben sowohl als Einzelkupplung als auch in zweifacher Ausführung in Form von doppelkardanischen Systemen angewendet, um Axial-, Radial- und Winkelversatz der einzelnen Aggregate zu kompensieren.
Zur Kopplung von Verbrennungsmotor und Hydraulikpumpen werden Antriebsgelenkscheiben oft in gesteckter Ausführung verwendet, da aufgrund der Kapselung des Antriebs ein Verschrauben nach Zusammenführen von Motor und Pumpe nicht mehr möglich ist.

## Ausführungen
Grundsätzlich können unterschieden werden:
- Antriebsgelenkscheiben mit Vorzugsrichtung (z. B. Vorwärtsfahrt beim Automobil); hier können die Fadenpakete für die Vorzugsrichtung stärker ausgeführt werden.
- Antriebsgelenkscheiben für reversierenden Betrieb, d. h. bei Vorwärts- und Rückwärtsbetrieb sollen die gleichen Drehmomente übertragen werden; hier werden gleich starke Fadenpakete für  beide Drehrichtungen verwendet.

Üblicherweise werden Antriebsgelenkscheiben in 4-Loch, 6-Loch- oder 8-Loch Ausführung eingesetzt, wobei die 4-Loch Variante aufgrund ihres geometrischen Aufbaus unter besonders hohen Beugewinkeln arbeiten kann.
Die maximal übertragbaren Drehmomente sind durch die Bauteilgröße begrenzt. Sollen sehr hohe Drehmomente übertragen werden, so kommen Laschenring- oder Laschenkupplungen zum Einsatz.